# خاویر گابایکس
خاویر گابایکس (زاده ۱۲ اوت ۱۹۷۱) استاد اقتصاد و امور مالی در دانشگاه هاروارد است. وی توسط اکونومیست در بین ۸ اقتصاددان جوان برتر جهان شناخته شده‌است. او مدرک کارشناسی خود را در رشته ریاضیات از مدرسه دانش سرای عالی و همچنین دکترای اقتصادش را از دانشگاه هاروارد گرفته‌است.
تحقیقات وی عمدتاً برروی موضوعاتی همچون قیمت‌گذاری دارایی، اقتصاد رفتاری و اقتصاد کلان می‌باشد. وی در بسیاری از موضوعات اقتصادی از جمله میزان غرامت مدیران شرکتها و تأثیر آن بر رفتارهای بازار دارایی، پژوهش‌های فراوانی انجام داده‌است. ویژگی بارز سبک تحقیق پروفسور گابایکس تمایل وی به جهت‌گیری‌های غیرمنتظره است. وی پیش از این به عنوان استادیار اقتصاد در مؤسسه فناوری ماساچوست بود.

## عقلانیت محدود
گابایکس به کار روی عقلانیت محدود ادامه می‌دهد. مقاله وی به نام " الگوی رفتاری جدید کینزی " جالبترین مقاله تئوری اقتصاد کلان در سال توسط بلومبرگ شناخته شد.

## بازشناسی
جایزه بلک فیشر انجمن مالی آمریکا در سال ۲۰۱۱ به گابایکس اهدا شد. این جایزه به محققان جوانی که در آثار خود بهترین توصیف را از بلک فیشر داشته باشند تعلق می‌گیرد. همچنین، گابایکس برنده جایزه برنسر (بهترین اقتصاددان کمتر از ۴۰ سال اروپا در امور مالی کلان در زمینه تأثیرات رفتار نامعقول در بازار سرمایه) در سال ۲۰۱۰ شده بود. وی در سال ۲۰۱۱ نیز برنده جایزه اقتصاددان کمتر از ۴۰ سال فرانسه شد. در سال ۲۰۱۲ جایزه لاگرنج را برای تحقیق در خصوص سیستمهای پیچیده همراه با خانم لادا آدامیک (متخصص تحلیل شبکه‌های اجتماعی) دریافت کرد.